# Liste der Träger des Ordens Karls III. (Collane)
In dieser Liste sind die Träger des Ordens Karls III. in der Stufe Collane mit kurzen Angaben zur Person aufgeführt.

## 2018
- Marcelo Rebelo de Sousa, Präsident der Republik Portugal

## 2015
- Enrique Peña Nieto, Präsident von Mexiko

## 2014
- Michelle Bachelet Jeria, Präsidentin von Chile
- Adolfo Suárez, Ministerpräsident von Spanien (posthum)

## 2009
- Nicolas Sarkozy, Präsident der Republik Frankreich

## 2008
- Leopoldo Calvo-Sotelo y Bustelo, Ministerpräsident von Spanien (posthum)

## 2006
- Abdullah II., König von Jordanien
- Harald V., König von Norwegen
- Jacques Chirac, Präsident der Republik Frankreich

## 2005
- Mohammed VI., König von Marokko

## 2001
- Henri I., Großherzog von Luxemburg

## 2000
- Jorge Fernando Branco de Sampaio, Präsident der Republik Portugal

## 1998
- Konstantinos Stefanopoulos, Präsident der Republik Griechenland
- Fidel Valdez Ramos, Präsident der Republik Philippinen

## 1991
- Patricio Aylwin Azócar, Präsident der Republik Chile

## 1989
- Mauno Koivisto, Präsident der Republik Finnland

## 1987
- Mário Alberto Nobre Lopes Soares, Präsident der Republik Portugal
- Bhumibol Adulyadej, Rama IX, König von Thailand

## 1986
- Elisabeth II., Königin des Vereinigten Königreiches
- Richard von Weizsäcker, Bundespräsident der Bundesrepublik Deutschland
- Felipe de Borbón, Fürst von Asturien

## 1985
- Vigdís Finnbogadóttir, Präsidentin der Republik Island

## 1984
- Belisario Antonio Betancur Cuartas, Präsident der Republik Kolumbien
- Konstantinos Georgios Karamanlís, Präsident der Republik Griechenland

## 1983
- Sophia von Griechenland, Königin von Spanien
- Birendra Bir Bikram Shah Dev, König von Nepal

## 1982
- Olav V., König von Norwegen

## 1981
- Karl Carstens, Bundespräsident der Bundesrepublik Deutschland
- Chalid ibn Abd al-Aziz, König von Saudi-Arabien
- Akihito, Kaiser von Japan
- Jean, Großherzog von Luxemburg

## 1980
- Juliana, Königin der Niederlande
- Margrethe II., Königin von Dänemark

## 1979
- Carl XVI. Gustaf, König von Schweden
- Rudolf Kirchschläger, Bundespräsident der Republik Österreich
- Hassan II., König von Marokko
- José López Portillo y Pacheco, Präsident der Vereinigten Mexikanischen Staaten
- Urho Kaleva Kekkonen, Präsident der Republik Finnland

## 1978
- Valéry Giscard d’Estaing, Präsident der Republik Frankreich
- Carlos Andrés Pérez Rodríguez, Präsident der Republik Venezuela
- António Ramalho Eanes, Präsident der Republik Portugal
- Baudouin I., König der Belgier

## 1975
- Mohammad Reza Pahlavi, Schah von Persien

## 1971
- Haile Selassie, Kaiser von Äthiopien

## 1962
- Juan Carlos de Borbón y Borbón und der beiden Sizilien, Thronfolger von Spanien

## 1961
- Américo Deus Rodrigues Thomaz, Präsident der Republik Portugal

## 1946
- Federico Tedeschini, Kardinal

## 1942
- Muley Hasan Ben el Mehdi Ben Ismail, Kalif von Spanisch-Marokko
- Miklós Horthy, Regent von Ungarn

## Quelle
- Ordensträger auf der Seite des Spanischen Außenministeriums